# Brothers Johnson
Les Brothers Johnson sont un groupe américain de funk originaire de Los Angeles (Californie, États-Unis), composé de George Johnson (surnommé « Lightnin' Licks ») et Louis Johnson (surnommé « Thunder Thumbs »). Le groupe est notamment l'auteur du titre Stomp! (en), omniprésent sur les pistes de danse en 1980.

## Biographie
Les deux frères Johnson ont commencé leur carrière musicale au lycée avec leur aîné Tommy et leur cousin Alex Weir. Ils forment ensemble le groupe Johnson Three Plus One. Celui-ci obtient de très bonnes notes dans le monde de la soul de Los Angeles au début des années 1970. Ils accompagnent régulièrement des artistes comme les Supremes, David Ruffin, Bill Withers et Bobby Womack, sur scène ou en studio.
George et Louis décident de continuer en duo et écrivent des chansons qu'ils fournissent notamment à Billy Preston pour ses albums Music Is My Life en 1972 et The Kids & Me en 1974. L'année suivante, Quincy Jones découvre les deux frères par hasard un jour où ils auditionnent en studio pour Stevie Wonder. Il les engage immédiatement pour une tournée au Japon et il fait appel à eux pour son album Mellow Madness, auquel ils apportent plusieurs textes comme Just a little taste of me et surtout Is it love that we're missin ? qu'ils interprètent avec lui.
Le succès de cette collaboration marque un tournant pour les Brothers Johnson qui partent en tournée au Japon avec Quincy Jones, avant d'entrer chez A&M sur sa recommandation pour graver sous sa direction Look Out For N°1 qui s'impose aux États-Unis en tête des meilleures ventes au Top RnB pendant l'été 1976. Cet album les fait définitivement connaître en leur donnant deux hits : I'll be good to you (n°1 au R&B charts) et Get the funk out ma face.
Devant les résultats des ventes de ce premier album qui dépasse la barre du million d'exemplaires (disque de platine), A&M propose aux deux frères de renouveler leur collaboration avec Quincy Jones dès 1977. Nous sommes alors en plein dans l'ère du disco-funk et les boîtes à rythmes ainsi que les guitares synthétisées des frères font sensation. Right on Time (1977) devient lui aussi album de platine en moins d'un trimestre, tandis que le titre Strawberry letter 23 (une chanson empruntée au fils de Johnny Otis, Shuggie), avec son solo de guitare composé par Lee Ritenour, devient n°1 au R&B charts.
Le scénario se reproduit quasiment à l'identique avec Blam! (1978), sept semaines en tête des meilleures ventes d'albums au Top RnB américain et disque de platine, puis à nouveau deux ans plus tard avec Light Up the Night, à nouveau n°1 au Top RnB et disque de platine, dont le titre Stomp ! donne à George et Louis leur troisième et dernier n°1 aux R&B charts.
Avec les années 1980, la maturité cède la place à une certaine usure, d'autant que les frères ont choisi de se passer désormais de Quincy Jones ; si l'album Winners en 1981 est porteur d'un hit solide avec The real thing, les ventes de l'album sont très inférieures à ce que les Johnson ont connu jusque-là.
Blast! (The latest and the greatest) deux ans plus tard, avec une face présentant les succès passés et une face avec des nouveautés, et Out of Control (1984) signalent le ralentissement de l'activité du groupe.
Depuis la fin des années 1970, Louis est l'un des bassistes de studio les plus recherchés du métier (on peut notamment l'entendre sur les albums Off the Wall et Thriller de Michael Jackson) et George travaille régulièrement avec Steve Arrington. Cela n'empêche pas les deux frères de se retrouver ponctuellement pour des projets impliquant souvent leur producteur fétiche, Quincy Jones. En 1989, pour son album Back on the Block, Jones leur a rendu un bel hommage en demandant à Ray Charles et Chaka Khan de reprendre I'll be good to you.
En 2007, le groupe électro français Justice reprend You make me wanna wiggle (extrait de l'album Light up the night) sur son morceau New Jack.

## Discographie
- Look out for number one (1976)
- Right on time (1977)
- Blam! (1978)
- Light up the night (1980)
- Winners (1981)
- Blast! (1982)
- Out of control (1984)
- Kickin' (1988)